# História da América do Norte

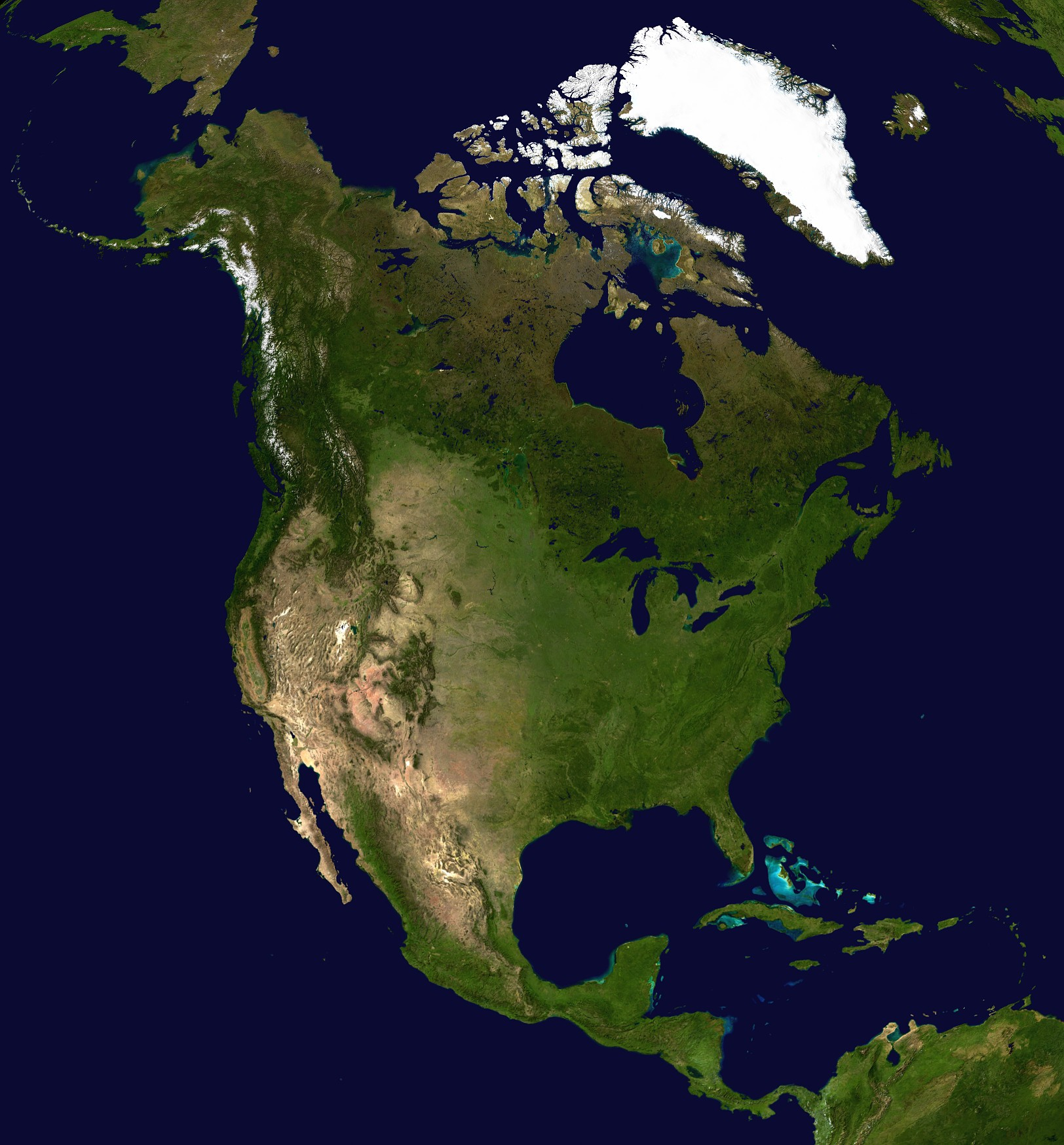
Imagem de satélite da América do Norte.

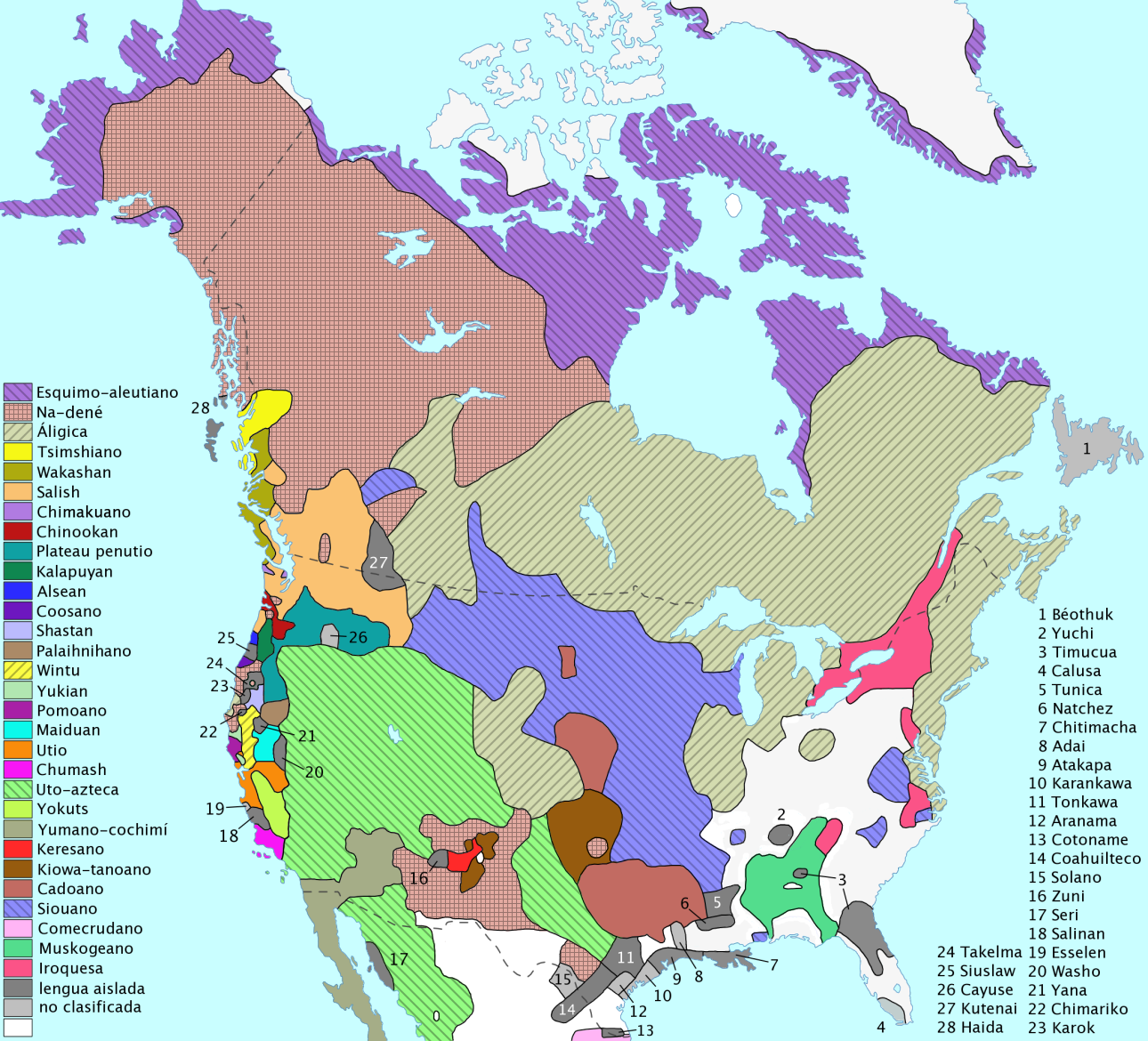
Área linguística dos povos indígenas da América do Norte na época do contato europeu.

A América do Norte era povoada por tribos indígenas, que estavam em diversos estágios de evolução social, e viviam por toda a América do Norte. Dentre elas a cultura esquimó deve ser destacada, devido ao rigor do clima que enfrentavam para sobreviver. Indígenas da Flórida atual, sul do Texas e Luisiana mantinham algum contato com civilizações mais avançadas como maias, por exemplo.

## A Colonização
A colonização da Europa para a América do Norte se deu pela procura das Índias Orientais, pois se acreditava que lá havia muitas especiarias, e assim seria possível enriquecer com esse comércio. Mas o que os descobridores viriam a encontrar foram as Índias Ocidentais.
Noruegueses, partindo da Groenlândia, sob comando de Leif Ericson, estiveram em Vinlândia, provavelmente em 1000 Na era dos descobrimentos, os primeiros europeus a atingir a América do Norte foram os espanhóis que chegaram a algumas ilhas da América Central e depois iniciaram viagens de descoberta de território para o continente, primeiramente no que hoje é a Flórida e depois no resto do continente. [carece de fontes?].

## Cronologia por Século
- XV: O império Asteca era o principal pólo geopolítico da região.
- 1492: Gaspar Corte Real, de Portugal, na Terra Nova, Gronelândia e Lavrador, no Canadá.
- 1522: João Fagundes funda uma colónia na Ilha de Cabo Bretão, Nova Escócia, Canadá.
- XVI: Conquista do México pelos espanhóis.
- XVII: Colonização francesa da Louisiania à Acádia. Muitos colonos ingleses começam a chegar nas treze colônias.  Fundação de New Amsterdam, atual Nova Iorque.
- XVIII: Conquista inglesa do Quebec. Independência das Treze colônias.
- XIX: A expansão para o Oeste faz que os EUA conquistem territórios do o México. Guerra Civil entre o Norte e o Sul.
- XX: Apogeu econômico, político e militar dos EUA. Independência do Canadá.[1]
- XXI: EUA envolve em guerras no Oriente Médio e tem instâncias de atendados.